# Die Legende von Sigurd und Gudrún
Die Legende von Sigurd und Gudrún (englischer Originaltitel: The Legend of Sigurd and Gudrún) ist ein Erzählgedicht von J. R. R. Tolkien. Das Buch wurde weltweit am 5. Mai 2009 durch Houghton Mifflin Harcourt und HarperCollins veröffentlicht.
Von Tolkien während der 1920er und 1930er Jahre gedichtet, ist die Ballade durch die Legende von Siegfried (Sigurd) und dem Untergang der Nibelungen aus der nordischen Mythologie inspiriert. Sie ist in Form von Stabreimen geschrieben, die sich an der traditionellen Lyrik der Lieder-Edda aus dem 13. Jahrhundert orientieren. Der Herausgeber Christopher Tolkien hat dem Werk seines Vaters zahlreiche Anmerkungen und Kommentare hinzugefügt.

## Handlung

### Das neue Wölsungenlied

#### Upphaf – Eingang
Nach Erschaffung der Neun Welten durch die Asen werden die Mauern von Asgard von einem Heer von Riesen und Trollen belagert. Indem er seinen Hammer Mjölnir schwingt, gelingt es dem Gott Thor, diese „Feinde auf ewig“ zurück nach Jötunheim zu treiben. Es droht jedoch neues Unheil.
Eine Seherin prophezeit die apokalyptische Schlacht der Ragnarök und erzählt, wie einst Odin von dem riesigen Wolf Fenrir und Thor von der Midgardschlange getötet werden. Es gibt nur eine Möglichkeit, den Untergang der Neun Welten abzuwenden. Wenn am Tag der Schlacht ein sterblicher Krieger, ein Drachentöter und Nachkomme Odins auf der Seite der Götter kämpft, dann werden die Kräfte des Bösen besiegt werden und die Welt wird neu geboren.
Daraufhin zeugt Odin unter den Sterblichen eine Reihe von Helden und obwohl sich ihm viele mächtige Krieger in Walhall anschließen, bleibt die Ankunft des „Erwählten der Welt“ noch aus.

#### Andwaris Gold
Nach vielen Zeitaltern kommen Odin, Loki, und Hönir zu der Höhle des Zwergs Andwari. Dort treffen sie auf den Sohn des Dämonen Hreidmar, Otr, und da sie ihn in seiner Gestalt lediglich für einen Fischotter halten, erschlägt Loki ihn mit einem Stein, zieht ihm das Fell ab und stiehlt den Lachs, den er gefangen hatte. Wütend fesseln Hreidmar und seine Söhne Fafnir und Regin daraufhin die drei Götter mit unzerbrechlichen Ketten und verlangen, dass man Otrs Fell mit Gold bedecke, als Wergeld für dessen Tod.
In dem Bemühen, das Wergeld zu zahlen, sucht Loki den Zwerg Andwari auf und erpresst von ihm den Goldschatz. Obwohl Andwari versucht, einen goldenen Ring zu verstecken, bringt Loki auch diesen an sich. Erzürnt schwört Andwari, dass sowohl der Ring als auch das Gold der Tod aller sein sollen, die es besitzen. Loki kehrt zufrieden zurück und übergibt das Gold an Hreidmar und seine Söhne. Obwohl ihm Loki schadenfroh von dem Fluch erzählt, ist Hreidmar doch unbeeindruckt und prahlt mit seinem neuen Reichtum.

#### Signý
An den Küsten des Nordens unternimmt der Seekönig Rerir, ein Enkel des Odin, Raubzüge mit Wikingerschiffen. Sein Nachfolger wird sein Sohn Wölsung. Diesem, von Odin bevorzugt, wurde eine Walküre zur Frau gegeben. Während der Herrschaft ihres Mannes gebiert sie ihm die Zwillinge Sigmund und Signý.
Jahre später schickt Siggeir, König der Gauten, einen Botschafter und verlangt Signýs Hand als Preis für Frieden zwischen den beiden Reichen. Sigmund rät seinem Vater, der Heirat zuzustimmen und argumentiert, dass die Goten wertvolle Verbündete werden würden.
Auf der Hochzeitsfeier betritt Odin die Halle in Verkleidung eines bärtigen Alten namens Grimnir. Er treibt ein Schwert in den Stamm des Eichbaums in der Mitte der Halle und fordert alle anwesenden Männer auf, es herauszuziehen. Nachdem alle anderen es vergeblich versucht haben, gelingt es Sigmund als letztem, die Klinge aus der Eiche zu ziehen. König Siggeir, der nun das Schwert begehrt, bietet Sigmund einen Goldschatz dafür. Ungerührt verkündet Sigmund, dass das Schwert nur für seine Hand bestimmt sei und gelobt, es niemals zu verkaufen.
Siggeir erklärt daraufhin dem König Wölsung, Sigmunds Vater, den Krieg und Wölsung wird erschlagen, nachdem er selbst viele gotische Krieger getötet hat. Obwohl Signý für das Leben ihrer Brüder bittet, lässt Siggeir diese im Wald an Bäume fesseln und überlässt sie den Wölfen zum Fraß. Während seine neun Brüder ums Leben kommen, erschlägt Sigmund eine Wölfin und flieht in eine verwunschene Höhle. Dort begeht er Inzest mit seiner Schwester, die sich als Elbenfrau verkleidet in die Höhle geschlichen hatte. Neun Monate später bringt sie einen Sohn Sinfjötli zur Welt.
Als Sinfjötli zum Mann wird, besucht er seinen Vater in der Höhle und bringt ihm Grimnirs Schwert. Während der folgenden Jahre streifen Vater und Sohn raubend und mordend durch das Gautenland. Schließlich schleichen sie sich in die Halle des Siggeir, töten die Wachen und schwören, dass niemand innerhalb der Mauern geschont werden solle. Obwohl sie Signý bitten, mit ihnen zu kommen, entscheidet sie sich, an der Seite ihres Mannes Siggeir zu sterben.

#### Sinfjötlis Tod
Mit Beute aus Siggeirs Halle beladen kehren Sigmund und Sinfjötli zu Schiff in das Land der Wölsungen zurück. Zusammen regieren sie viele Jahre, töten sieben Könige und plündern viele Städte weit und breit. Obwohl er es später bereuen wird, nimmt Sigmund sich eine Königin aus den Reihen der Kriegsgefangenen.
Diese Königin hasst Sinfjötli, den Mann, der ihren Vater erschlug, und will ihn aus Rache töten. Nach zwei erfolglosen Versuchen, Sinfjötli zu vergiften, gelingt es der Königin, Sinfjötli einen Krug vergiftetes Äl trinken zu lassen. Sinfjötli stirbt daraufhin zu Sigmunds zu großem Entsetzen und wird in Walhall von seinem Großvater König Wölsung empfangen. Dieser bemerkt, dass man immer noch auf den Auserwählten warte.

#### Sigurds Geburt
Im Laufe der Zeit wird Sigmund alt, nachdem er beide Söhne und seine verräterische Königin verloren hat. Schließlich hört er jedoch von der schönen Prinzessin Sigrlinn. Obwohl sieben junge Königssöhne ebenfalls um ihre Hand anhalten, heiratet Sigrlinn den König Sigmund, da sie hofft, durch ihn die Mutter eines mächtigen Helden zu werden.
Tief erzürnt durch diese Schmach dringen die sieben Königssöhne in das Wölsungenland ein. Sigmund gelobt, dass sie mit dem Schwerte Grímnirs empfangen werden sollen und tötet viele Männer in der Schlacht. Er wird jedoch von einem einäugigen Krieger im Kampf gestellt und an dessen Speer zerbricht die Klinge des Grimnir. Schwer verwundet sinkt Sigmund zu Boden.
Obwohl Sigrlinn ihn heilen will, lehnt Sigmund dies ab, und besteht darauf, von Odin nach Walhall gerufen zu werden. Er sagt voraus, dass ihr ungeborenes Kind der Drachentöter sein werde und weist sie an, gut auf die Trümmer von Grimnirs Geschenk acht zu geben. Sigmund stirbt und Sigrlinn wird als Sklavin entführt. Als jedoch später die Abstammung ihres Kindes bekannt wird, wird Sigrlinn mit dem König des Landes vermählt. Der kleine Sigurd wird als Ziehsohn zu Regin gegeben, dem Sohn des Dämonen Hreidmar.

#### Regin
Jahre später befindet sich das Wergeld für Otrs Tod in der Obhut von Regins Bruder Fafnir, der in einen Drachen verwandelt wurde. Da er den Schatz begehrt, stachelt Regin Sigurd an, mit Fafnir zu kämpfen. Regin behauptet, dass sein Bruder Fafnir damals ihren Vater Hreidmar erschlagen hätte, nachdem dieser das Wergeld nicht hätte teilen wollen. Er wolle nun Rache für seinen Vater, das Gold könne Sigurd behalten.
Zweimal versucht Regin für Sigurd ein passendes Schwert zu schmieden, aber jedes Mal zerbricht dieser mühelos die Klingen. Sigurd geht schließlich zu seiner Mutter Sigrlinn und verlangt nach den Bruchstücken von Grímnirs Schwert. Regin nimmt sie und schmiedet daraus des Schwert Gramr. Sigurd kauft daraufhin das Pferd Grani, einen Abkömmling von Odins achtbeinigem Reittier Sleipnir, und zieht aus, Fafnir zu töten.
Als der Drache vom Trinken in seine Höhle zurückkehrt, versteckt sich Sigurd in einem Erdloch und durchbohrt von unten das Herz des Drachen. Fafnirs schwarzes Blut ergießt sich über Sigurd und verhärtet seine Haut zu einem Schutzpanzer.
Obwohl ihn der sterbende Fafnir vor dem Fluch des Goldes warnt, ist Sigurd unbeeindruckt und glaubt, der Drache wolle nur seinen Schatz retten. Als Fafnir schließlich stirbt, erscheint Regin und verlangt einen Anteil an dem Gold, da er auch zum Tode Fafnirs beigetragen habe und schließlich auch das Schwert geschmiedet habe. Sigurd spottet über die Logik seines Ziehvaters, aber Regin zieht ein Messer, schneidet dem Drachen das Herz heraus und weist Sigurd an, dieses zu braten. Daraufhin verlässt Regin die Höhle.
Während Sigurd das Herz über einem Feuer brät, verbrennt er sich an dem Herzen die Finger. Er steckt sie zur Kühlung in den Mund und kann plötzlich die Sprache der Vögel verstehen. Als er später Regin mit gezogenem Schwert zurück zur Höhle schleichen sieht, zieht Sigurd sein eigenes Schwert Gramr und erschlägt seinen Ziehvater. Er lädt den Goldschatz auf sein Pferd Grani und hört dabei die Vögel von der Walküre Brynhild singen, von ihrem Streit mit Odin und den Feuerkreisen, die die schlafende Brynhild umgeben.

#### Brynhild
Nach langem Ritt auf Grani kommt Sigurd auf die Höhen des Hindarfell-Gebirges. Grani springt über die feurige Barriere, die Brynhild umringt, Sigurd zerschneidet ihre Rüstung mit dem Schwert Gramr und erweckt dadurch die schlafende Walküre.
Brynhild erzählt ihm, wie sie von Odin verdammt wurde, einen Sterblichen zum Mann zu nehmen und geschworen hatte, nur den auserwählten Drachentöter aus der Prophezeiung der Seherin zu heiraten. Sigurd verrät ihr daraufhin seine Abstammung von Odin und die Tötung Fafnirs. Brynhild ist überglücklich und die beiden schwören sich Treue.
Brynhild aber gelobt, dass sie Sigurd nur heiraten werde, wenn er ein eigenes Königreich erworben hat. Nachdem sie ihren Verlobten gewarnt hat, nicht den Verwirrungen und Ränken einer Hexe zu erliegen, kehrt Brynhild zurück nach Hindarfell und ihre Wege trennen sich. Sigurd reitet derweil an den Hof der Niflungen in Worms.

#### Gudrún
Eines Morgens berichtet Prinzessin Gudrún von den Niflungen ihrer Mutter, der unredlichen Königin Grimhild, von einem Alptraum: die Niflungen jagten einen Hirschen mit goldenem Fell und starkem Geweih, der sich jedoch ihrem Zugriff entzog. Gudrún war es schließlich, die ihn einfing, nur damit er schließlich von einer hasserfüllten Frau mit einem Spieß erstochen wurde. Ihre Mutter schenkte Gudrún danach einen Wolf zum Trost und badete sie im Blut ihrer Brüder. Grimhild erklärt daraufhin ihrer Tochter, dass böse Träume oft ein gutes Vorzeichen sind. Während sie reden, sieht Gudrún in der Ferne die Gestalt eines gerüsteten Kriegers, der sich ihrem Hof nähert und wenig später betritt Sigurd den Hof der Niflungen.
Am Abend singt Gudrúns Bruder Gunnar vom langen Krieg der Niflungen gegen König Atli von den Hunnen. Sobald er fertig ist, nimmt Sigurd eine Harfe und singt seinerseits von Brynhild und dem Goldschatz. Beeindruckt laden Gunnar und sein Bruder Högni Sigurd ein, bei ihnen zu wohnen, solange es ihm beliebt.
Die Zeit vergeht und Sigurd zieht mit den Niflungen in den Krieg, der Ruhm der burgundischen Herrscher wird nah und fern bekannt. Sigurd jedoch denkt immer noch an das verlorene Reich seines Vaters und kehrt dorthin mit einem Schiff zurück. Als er dort auf die Ruinen der Met-Halle seines Vaters blickt, erscheint Odin und sagt ihm, das Gramr nicht dazu bestimmt sei, im Land der Wölsungen zu scheinen. Dementsprechend fährt Sigurd nach Worms zurück.
Auf dem Fest zu Sigurds Rückkehr weist Grimhild ihre Söhne an, ihr Bündnis mit Sigurd zu festigen, indem sie Gudrún mit ihm verheiraten. Als Sigurd dann erzählt, dass er bald abreisen werde, um Brynhild zu holen, gibt ihm Grimhild einen Liebestrank zu trinken. Kurz darauf betritt Gudrún den Saal und Sigurd, von dem Trank verzaubert, vergisst seine Pläne für Brynhild.

#### Die betrogene Brynhild
Brynhild wartet weiterhin auf Sigurds Rückkehr und erschlägt die meisten Freier, die es wagen, um ihre Hand anzuhalten. Schließlich kommt Odin zu ihr geritten, gewappnet und gerüstet wie ein König aus alten Zeiten. Er prophezeit, dass sie einen sterblichen König heiraten werde, bevor noch zwei Winter vergehen. Als er sie verlässt, umgibt ein feuriger Ring ihre Halle und Brynhild denkt, dass nur ein Mann sie nun wirklich erreichen könne.
Derweil heiraten ein überglücklicher Sigurd und Gudrún in Worms. Zudem schwören Sigurd und seine Schwager einen Bluteid auf ewige Bruderschaft. Obwohl er und Gudrún glücklich verheiratet sind, bleibt in Sigurds Herzen ein Schatten zurück. Grimhild erfährt nun im Laufe der Zeit von Brynhild und dem Goldschatz. Überzeugt davon, dass eine solche Königin den Ruhm ihres Sohnes noch vergrößern werde, rät Grimhild König Gunnar, dass es für ihn Zeit sei zu heiraten. Gemeinsam brechen Sigurd, Högni und Gunnar zur Brynhilds Hallen auf.
Als sie dort ankommen, gelingt es Gunnar nicht, den Feuerring zu überwinden. Mit Sigurds Erlaubnis borgt sich Gunnar dessen Pferd Grani, das jedoch keinen anderen Reiter akzeptiert. Also wird Sigurd seinem Blutsbruder aushelfen. Durch einen Zauber Grimhilds nimmt Sigurd Gunnars Gestalt an und reitet auf Grani durch das Feuer. Verwundert, dass ein anderer Krieger die Barriere überwunden hat, verlangt Brynhild zu wissen, ob „Gunnar“ der unbezwungene Held sei, den zu heiraten sie gelobt habe. „Gunnar“ erinnert sie, dass sie, da ihr Eid nun erfüllt sei, ihn zum Mann nehmen müsse. In dieser Nacht schlafen Brynhild und Sigurd in einem gemeinsamen Bett mit einem blanken Schwert zwischen den beiden. Bei Tagesanbruch willigt Brynhild schließlich ein, „Gunnar“ zu heiraten.

#### Streit
Während des Festes zur Hochzeit von Brynhild und Gunnar sieht Brynhild Sigurd neben Gudrún sitzen und Grimhilds Zauber fällt von ihm ab. Sigurd erinnert sich nun an den feierlichen Eid, den er Brynhild geschworen hatte und erkennt, dass er diesen nun nicht mehr erfüllen kann.
Während einer darauf folgenden Hirschjagd baden Brynhild und Gudrún zusammen im Rhein und geraten in Streit über ihre jeweiligen Ehemänner. Gudrún enthüllt schließlich, dass es tatsächlich Sigurd war, der zuletzt für Brynhild durch die Flammen ritt und zeigt Brynhild ihren eigenen Ring, den sie von Sigurd erhalten hat. Brynhild steigt schockiert aus dem Wasser und verflucht ihr Schicksal.
Später nennt sie Sigurd einen Eidbrecher und wünscht ihm und Gudrún einen frühen Tod. Sigurd erzählt ihr von seiner Verzauberung und gibt zu, dass Brynhilds Anblick allein seinen Aufenthalt in Gunnars Hallen erträglich mache. Brynhild ist tief berührt, erklärt aber, dass es zu spät sei um den Lauf ihres üblen Fluches abzuwenden, jedoch würde Sigurd zumindest einen ehrenhaften Tod finden.
Als Gunnar später Sigurd um Rat fragt, meint dieser, dass Brynhild allein durch ihren Ehemann zur Vernunft gebracht werden könne. Gunnar bietet seiner Frau daraufhin einen Schatz aus Gold und Silber, damit sie Sigurd und Gudrún verschone. Brynhild verhöhnt ihn und sagt, dass Sigurd Gunnar bereits betrogen und den Bruderschaftseid gebrochen habe, indem er sie verführt habe, als Sigurd in Gunnars Gestalt um sie geworben habe. Sie werde ihn, Gunnar, nun verlassen, bis er seinen Schwager getötet habe. Ratlos verlässt Gunnar Brynhilds Gemach und wendet sich nach Tagen schließlich an seinen Bruder Högni. Diesem erklärt er, dass Sigurd seinen Eid gebrochen habe und man ihn töten müsse. Högni ist entsetzt und vermutet, dass Brynhild aus Eifersucht gelogen habe. Gunnar aber vertraut ihr und liebt Brynhild mehr als irgendjemand anderen und wirft ein, dass durch Sigurds Tod sie beide wieder die alleinigen Herren im Königreich der Burgunder wären und sich Fafnirs Schatz holen könnten. Betrübt willigt Högni ein und die beiden beauftragen ihren Halbbruder Gotthorm, Sigurd zu töten, da dieser nicht durch Eide gebunden ist.
Nach einem vergeblichen Versuch, Sigurd zu provozieren, schleicht sich Gotthorm schließlich eines Morgens in dessen Schlafgemach und treibt Sigurd ein Schwert durch den Leib. Mit letzter Kraft zieht Sigurd sein Schwert Gramr und erschlägt den Mörder. Gudrún erwacht voller Entsetzen und Sigurd weist sie an, nicht um ihn zu weinen, noch ihre Brüder für seinen Tod verantwortlich zu machen. Sterbend erklärt er:
Brynhild ist schuld,

die am stärksten mich liebte,

am schlimmsten mir tat,

am schlimmsten mich täuschte.

Nicht Schande noch Schmach

dem Schwager bracht' ich;

Eide schwor ich ihm,

alle hielt ich!
– J. R. R. Tolkien
Angesichts ihres toten Mannes schreit Gudrún vor Trauer laut auf, aber Brynhild lacht hinterhältig, als sie die Schreie hört. Als Gunnar sie daraufhin eine „wilde Bestie“ nennt, verflucht Brynhild die Niflungen für den Mord an ihrem Blutbruder. Sie gibt nun zu, dass ihre Verführung durch Sigurd erlogen war und zu Gunnars weiterem Entsetzen will sie ihn nun für immer verlassen.
Vergeblich versuchen Gunnar und seine Höflinge, sie von ihrem Plan abzubringen, nur Högni allein besteht auf seiner Ansicht, dass Brynhild von Grund auf böse sei und dass man sie besser ziehen lasse. Nachdem sie eine goldene Rüstung angelegt hat, stürzt sich Brynhild in ihr eigenes Schwert. Sterbend bittet sie, man möge ihren Leichnam gemeinsam mit Sigurds Leiche auf dem Scheiterhaufen verbrennen. Ihr Wunsch wird befolgt und sowohl Sigurd als auch Brynhild werden durch die Flammen nach Walhall getragen.
Dort begrüßen Odin und die anderen Wölsungen den Drachentöter, auf den sie so lange gewartet haben. Am Tag von Ragnarök wird Brynhild Sigurd für den Krieg rüsten und er wird den riesigen Wolf Fenrir und die Midgardschlange besiegen. Obwohl die meisten Asengötter sterben werden, werden doch die dunklen Mächte durch Sigurds Hand vernichtet. Dann, unter der Herrschaft von Baldur, werden die Neun Welten von neuem erschaffen.

### Das neue Gudrúnlied
Während die Flammen des Scheiterhaufens für Sigurd und Brynhild verlöschen, irrt die verzweifelte Gudrún ratlos durch die Wälder. Obwohl sie jeden Moment ihres Lebens verabscheut, kann sie sich nicht entscheiden, Selbstmord zu begehen.
Derweil wird König Atlis Reich der Hunnen immer mächtiger. Obwohl Atli die Goten unterworfen hat und viele Schätze erbeutet hat, haben der Schatz des Fafnir und Gudrúns Schönheit sein Interesse geweckt. Um diese beiden für sich zu holen, schickt er seine Krieger westwärts. Als diese Nachrichten den Hof in Worms erreichen, fragt Gunnar Högni, ob die Hunnen mit Gewalt aufgehalten oder mit Tributen beschwichtigt werden sollten. Högni meint, dass man nun umso mehr um Sigurd trauern müsse, da es Atli zu Lebzeiten des Drachentöters nie gewagt hätte, so dreist zu werden. Trotz der Gefahr, rät er Gunnar, gegen König Atli in die Schlacht zu ziehen. Grimhild hat indessen andere Pläne und empfiehlt, Atlis Freundschaft durch eine Heirat mit Gudrún zu erkaufen. Die Niflungen nehmen letztlich diesen Rat an.
Gudrún findet man in einer Hütte im Wald, wo sie an einem Wandbehang webt, der die Geschichte des Drachentöters, der Wölsungen und der Ankunft von Sigurd am Wormser Hof erzählt. Obwohl ihr eine große Summe an Wergeld für den Tod ihres Mannes angeboten wird, weigert sich Gudrún, ihren Brüdern zu verzeihen, nimmt sie noch nicht einmal zur Kenntnis. Nur Grimhild kann der Witwe eine Antwort entlocken. Sie rät ihrer Tochter, nicht länger zu trauern, da Brynhild tot und Gudrún immer noch schön sei. Sie erzählt von Atlis Heiratsabsichten und von dem großen Respekt, den man Gudrún als Königin der Hunnen zollen würde. Gudrún aber ist unbeeindruckt und spricht wieder von dem Traum, den sie vor Sigurds Ankunft gehabt hatte, eine Hälfte davon habe sich nun erfüllt. Sie glaube nicht, dass sie jemals wieder glücklich sein werde und sehe keinen Sinn darin, sich wieder zu verheiraten. Grimhild versucht weiter, Gudrún zu einer Heirat mit Atli zu überreden und als Gudrún ihr im Zorn befiehlt, zu gehen, droht Grimhild ihr, sie zu unglaublichen Qualen zu verfluchen, wenn sie nicht gehorche. Eingeschüchtert, willigt Gudrún nun in die Heirat mit Atli ein.
Auf dem Hochzeitsfest schwört Atli eine Reihe von Eiden auf seine neue Verwandtschaft mit den Niflungen und bewegt von Gudrúns Schönheit und von Gedanken an den Drachenschatz nimmt er seine neue Frau mit zurück in das Hunnenland. Als die Jahre vergehen, zeigt sich Gudrún immer noch unbeeindruckt von den glorreichen Taten der Hunnen und von Atlis Liebe. Dessen Verlangen nach dem Drachengold ist aber immer noch vorhanden. Schließlich sendet er seinen Herold Vingi, um die Niflungen zu einem Fest im Hunnenland einzuladen. Daraufhin fragt Gunnar Högni um Rat, ob sie denn Vasallen der Hunnen seien und verpflichtet seien zu kommen. Högni ist unsicher, was zu tun sei und erzählt, dass ihm Gudrún einen Ring mit einem Geflecht aus Wolfshaar geschickt habe. Er sei sich daher sicher, dass im Hunnenland eine Falle auf sie warte. Gunnar jedoch merkt an, dass Gudrún für ihn einen hölzernen Stab mit „Runen des Heils“ gesendet habe und lädt den Herold auf ein Fest ein.
Im Laufe des Festes in Gunnars Halle begutachtet Grimhild den Runenstab. Man habe die ursprünglichen Runen von dem Holz abgeschnitten, aber die Reste seien noch lesbar. Die eigentliche Nachricht von Gudrún sei demnach eine Warnung vor Gefahr gewesen. Gunnar sagt dem Herold daraufhin, dass er nicht zu den Feierlichkeiten im Hunnenland erscheinen werde. Dieser lacht nur und meint, da Grimhild offenbar das Königreich der Niflungen regiere, müsse Gunnar auch gar nicht kommen. Atli sei nur daran gelegen, für seine Söhne durch Gudrún, Erp und Eitill, einen starken Beschützer zu finden, wenn er sterbe. Der Hunnenkönig werde nun alt und hoffe, dass Gunnar und Högni eines Tages in seinem Namen regieren würden. Obwohl Gunnar noch immer eine Falle vermutet, willigt er nun ein, zu kommen. Högni erklärt zwar, er werde seinen Bruder begleiten, bedauert aber, dass man den Rat seiner Mutter ignoriert habe. Vingi, obwohl er weiß, was Atli für seine Schwager plant, schwört, dass er gehängt werden und die Raben sein Fleisch fressen mögen, wenn die Runen gefälscht seien.
Nach langer Reise zu Schiff und zu Pferde erreichen die Niflungen den Hof des Atli und zu ihrer Überraschung finden sie das Tor versperrt. Vingi enthüllt nun den wahren Grund der Einladung: für die Niflungen seien Galgen hergerichtet worden und die Raben würden ihre Leiber fressen. Obwohl das Leben von Herolden nicht angetastet werden darf, verkündet Högni, dass der betrügerische Vigni sein Leben verwirkt hat. An einer Eiche in Sichtweite der Hunnen hängen die Niflungen den Herold. Hasserfüllt strömen die Hunnen aus Atlis Halle und stürzen sich auf die Niflungen, aber zu Atlis Erstaunen gelingt es Gunnar und Högni, ihre Feinde zurück in die Methalle zu drängen. Mit kaltem Hass zeigt sich nun Atli höchstselbst und nennt die Niflungen seine Vasallen, die nun ihr Leben mit dem Drachenschatz erkaufen müssten. Gunnar aber gelobt, das Atli niemals von ihm Gold bekommen werde, wenn der König der Hunnen das Leben der Niflungen begehre, müsse er dafür teuer mit vielen toten Edelmännern und Kriegern bezahlen. Atli behauptet nun, der Schatz sei das Wergeld für Sigurds Tod, gefordert von Gudrún, aber Gunnar entgegnet, das Atli allein den Schatz begehre. Der Kampf geht nun weiter und die Niflungen richten ein großes Blutbad in der Halle des Königs an.
Gudrún verfolgt all dies und realisiert, dass ihr Traum sich nun vollends erfüllt hat. Voller Verzweiflung verflucht sie die Stunde ihrer Geburt und befiehlt den gotischen Vasallen ihres Mannes, ihre Brüder vor den Hunnen zu schützen. Diese Goten haben ihre früheren Kriege gegen Atli und die Hunnen nicht vergessen und schlagen sich auf die Seite der Niflungen. Högni schlägt sich durch die Reihen der Hunnen, und auch als sein Sohn Snaevar im Kampf getötet wird, macht er unberührt weiter. Als sie schließlich Gudrún finden, verkünden Gunnar und Högni, dass sie wohl vom Schicksal dazu bestimmt seien, Gudrún zu verheiraten, um dann ihren Mann zu töten. Gudrún aber bittet um Gnade für Atli. Daraufhin verhöhnen die Niflungen Atli, er sei nicht würdig, wie ein Krieger zu sterben, und lassen ihn aus seiner verwüsteten Halle entkommen. Atli jedoch macht sich in der Nacht daran, seine Untergebenen auf dem Land zu versammeln.
Als die Goten und Niflungen nachts in den Schlaf fallen, bemerkt Högni ein großes feuriges Band, das sich auf die Halle zubewegt. Mit der Bemerkung, in Hunnenland gäbe es keine Drachen, ruft Gunnar seine Männer zum letzten Kampf, und es gelingt ihnen, die Methalle bis zum Morgengrauen zu halten. Als nach fünf Tagen die Halle immer noch von den Niflungen und Goten besetzt ist, beklagt Atli sein Schicksal und sieht, dass seine Macht, sein Reichtum, seine Vasallen und sein Weib ihn nun verlassen haben. Sein Ratgeber Beiti aber meint, es gäbe noch einen Ausweg. Indem er auf Beiti hört, lässt Atli die Methalle in Brand setzen. Ehe noch das brennende Dach über ihnen zusammenbricht, machen die Niflungen und Goten einen Ausfall aus der Halle und werden von Atlis Leuten angegriffen. Obwohl der Kampf nur noch mit Fäusten vonstattengeht, werden viele hunnische Hälse und andere Knochen gebrochen, bis man die Nibelungenherrscher ergreift.
Die gefangenen Gunnar und Högni werden nun zu ihrer Schwester Gudrún gebracht und Atli schwört, er werde Sigurd rächen, indem er die beiden in eine Schlangengrube werfen lässt. Gudrún nennt ihn daraufhin einen bösen Menschen und wünscht ihm einen schmachvollen Tod. Die beiden Nibelungen seien zudem die Onkel seiner Söhne Erp und Eitill und sollten doch verschont werden. Atli erklärt, dass nur der Goldschatz, der ihn in seinen Träumen verfolgt, ihn davon abhalten werde, die Niflungen zu töten. Schließlich willigt Gunnar ein, Atli das Gold zu übergeben, aber nur wenn sein Bruder Högni zuvor getötet werde und man ihm sein Herz bringe. Gudrún ist nun außer sich und fleht Atli an, ihren Bruder Högni nicht zu töten, Atli jedoch will nur das Gold haben. Seine Ratgeber aber mahnen ihn zur Vorsicht. Da sie die Königin fürchten, überreden sie Atli stattdessen den Knecht Hjalli zu erschlagen. Als man dessen Herz an Gunnar ausliefert, zeigt dieser sich unbeeindruckt. Er habe Hjalli schreien hören und sein Bruder würde angesichts des Todes niemals derart winseln. Die Hunnen schneiden also tatsächlich Högni das Herz aus dem Leib, während dieser sie auslacht. Als Gunnar nun das Herz seines Bruders sieht, lacht er ebenfalls über die Hunnen. Das Gold sagt er, sei schon lange verloren, in den Rhein geworfen nach Sigurds Tod. Er verflucht Atli, nennt ihn einen goldbesessenen Mörder. Wütend und verzweifelt befiehlt Atli, Gunnar nackt in die Schlangengrube zu werfen.
Gudrúns Herz verhärtet sich nun gegenüber ihrem Ehemann und sie befiehlt, ihrem Bruder in der Grube eine Harfe zu bringen. Gunnar schlägt die Harfe, bis die Saiten zerreißen, und singt von Odin, den Asen und dem bevorstehenden Untergang des Hunnenreiches. Der ganze Palast lauscht ihm andächtig und die Schlangen werden in tiefen Schlaf gesungen. letztlich beißt jedoch eine alte Schlange Gunnar in die Brust und er fällt tot zu Boden. Gudrún hört seinen Todesschrei und ersinnt schließlich eine Möglichkeit ihre Brüder zu rächen.
Die Totenfeiern für die Niflungen und die größten Hunnenkrieger werden vorbereitet und in den Überresten von Atlis Halle wird ein Totenfest veranstaltet. Zuallerletzt erscheint dort Gudrún und reicht ihrem Mann zwei Trinkbecher und trinkt selbst auf seine Gesundheit. Während Atli trinkt, drückt er seine Trauer über den Verlust des Goldes aber auch seine Befriedigung aus, dass Gunnar tot sei. Da verkündet Gudrún, dass sie aus Rache für ihre Brüder ihre beiden Söhne erschlagen habe und dass die Becher, aus denen sie gerade tränken, aus den Schädeln von Erp und Eitill gemacht worden seien. Nicht Wein, sondern deren Blut gemischt mit Honig habe Atli getrunken und die Überreste der Leichen hätten die Hunde gefressen. Während die Trauergäste ihrem Entsetzen und Ärger lautstark Ausdruck geben, erbleicht Atli und fällt in Ohnmacht. Man bringt den König, der sich sterbenskrank fühlt, in seine Schlafkammer, aber Gudrún, die ihre Rache vollenden will, kommt ebenfalls herein und sticht ihm ein Messer in die Brust. Noch während Atli sie verwünscht und sie zum Tod im Feuer verurteilt, entgegnet Gudrún ihm lachend, dass sein eigenes Totenfeuer bereits entzündet sei. Und tatsächlich wird kurz darauf der Palast und die ihn umgebende Stadt von einer Feuersbrunst zerstört.
Danach wandert Gudrún wieder ohne Verstand durch die Wälder. Schließlich, des Lebens müde, wirft sie sich ins Meer, aber die Wellen verschmähen sie. letztlich ruft sie nach Sigurd und erinnert ihn an ihrer beider Hochzeitsgelöbnis, beschwört ihn, zu ihr zurückzukehren. Wieder wirft sie sich in Wasser und ertrinkt nun doch.
So vergeht Gold,

und Glanz schwindet hin,

auf Lärmen und Streiten

legt sich die Nacht.

Erhebt eure Herzen,

Herren und Damen,

dem Lied des Leids,

das erlautet vor alters.
– J. R. R. Tolkien

## Entstehung und Hintergrund
Laut Christopher Tolkien ist es nicht mehr möglich, den exakten Zeitpunkt der Zusammenstellung von Die Legende von Sigurd und Gudrún zu bestimmen. Basierend auf Hinweisen und Indizien, vermutet er, dass es aus den 1930er Jahren stammt.
In einem Vorwort zu dem Werk seines Vaters, schreibt Christopher Tolkien:

„Meines Wissen hat er sich kaum je zu ihnen [die Quellen] geäußert, ich kann mich jedenfalls an kein Gespräch mit ihm über das Thema erinnern. Erst ganz am Ende seines Lebens hat er sie mir gegenüber angesprochen und vergeblich versucht, sie zu finden.“

In einem Brief aus dem Jahr 1967 an W. H. Auden bedankt sich J. R. R. Tolkien für dessen Übersetzung des Lieds der Seherin und sagt, er würde ihm im Gegenzug gern etwas schicken:

“… if I can lay my hunds on it (I hope it isn't lost), a thing I did many years ago while trying to learn the art of writing alliterative poetry: an attempt to unify the lays about the Völsungs from the Elder Edda, written in the old eight-line fornyrðislag stanza.”

„…sofern ich es auftreiben kann (ich hoffe, es ist nicht verloren gegangen), eine Sache, die ich vor vielen Jahren gemacht habe, als ich die Kunst der Stabreimdichtung erlernen wollte: ein Versuch, die Lieder über die Wölsungen aus der Älteren Edda zu vereinigen, verfasst in der alten achtzeiligen Fornyrðislag-Strophe.“

Die Einleitung des Buches unterscheidet scharf zwischen epischer Dichtung und der skaldischen und eddischen Dichtung Skandinaviens, wobei Christopher Tolkien eine Vorlesungsreihe seines Vaters mit dem Titel Die Ältere Edda (orig. The Elder Edda) veröffentlicht. „Obwohl damals dort ein höfisches Umfeld entstand, entwickelte sich in diesen Ländern [Skandinavien] nie eine epische Dichtung. … Die Dichtkunst entwickelte ihre eigene knappe, markige, strophische, häufig dramatische Form nicht zum Epos weiter, sondern zu den erstaunlichen und wohllautenden, aber formverliebten Ausschmückungen der Skaldendichtung.“ Es wird ebenfalls, wenn auch in weniger strikter Form, zwischen der späteren kunstvollen Skaldendichtung und den einfacheren Formen der Lieder-Edda unterschieden. Die Strophen in Die Legende von Sigurd und Gudrún verwenden diese einfachere Form, die, wie im Buch zu lesen ist, einen früheren Ursprung haben, sich aber länger hielten. “But The opposition between 'Eddic' und 'Skaldic' verse is quite unreal as one of time …. They are related growths, branches on the same tree, essentially connected, even possibly sometimes by the same hunds.” Christopher Tolkien erwähnt auch, dass der Gebrauch des Begriffs „eddisch“ für diese einfache Art der Dichtung eine spätere Erfindung ist, sogar ein Anachronismus, der auf die Edda des Snorri Sturluson zurückgeht. Das Material der Sage sei zu Sturlusons Zeiten bereits bekannt gewesen und seine Edda zeige im Gegenteil alle Merkmale der höfisch-kunstvollen, skaldischen Dichtung. „Wenn heute 'eddisch' als Gegensatz zu 'skaldisch' gebraucht wird, ist das somit die direkte Umkehrung der früheren Bedeutung.“
Das Buch enthält außerdem umfangreiche Kommentare Christopher Tolkiens zu den Quellen von J. R. R. Tolkiens Dichtung, wie sie dort veröffentlicht ist, und der Art und Weise, wie der Autor diese Quellen vermischte oder unterschied. Ebenso zum weiteren Hintergrund der Nibelungensage und zur Geschichte dieser Legende.

## Hörbuch
Der schottische Schauspieler Brian Cox hat in Zusammenarbeit mit dem Verlag HarperCollins eine Hörbuch-Version von The Legend of Sigurd and Gudrún in englischer Sprache produziert, das Werk wurde im August 2009 veröffentlicht.